# Соловьёв, Георгий Матвеевич
Георгий Матвеевич Соловьёв (5 мая 1895 года, дер. Максины, Опочецкий уезд, Псковская губерния, ныне Красногородский район, Псковская область — 7 февраля 1981 года, Калинин) — советский военный деятель, гвардии генерал-майор (1943 год).

## Начальная биография
Георгий Матвеевич Соловьёв родился 5 мая 1895 года в деревне Максины Опочецкого уезда Псковской губернии ныне Красногородского района Псковской области.

## Военная служба

### Первая мировая и гражданская войны
В мае 1916 года был призван в ряды Русской императорской армии и направлен в 174-й запасной батальон, дислоцировавшийся в городах Нарва и Юрьев, где окончил учебную команду. В ноябре того же года был направлен в чине младшего унтер-офицера во 2-ю пулемётную команду 14-го полка особого назначения (3-я особая дивизия, 21-й армейский корпус, Северо-Западный фронт), после чего принимал участие в боевых действиях в районах городов Штокмансгоф и Венден.
5 ноября 1917 года вступил в ряды Красной гвардии, после чего был назначен на должность помощника начальника Синеникольского партизанского отряда и выбран членом ревкома в Опочецком уезде (Псковская губерния). Отряд нёс службу на демаркационной линии против германских войск, а в апреле 1918 года был включён в состав 2-го сводного отряда, который принимал участие в боевых действиях на Восточном фронте против белочехов в районе Казани, после освобождения которой был включён в состав Псковской дивизии.
С сентября 1918 года служил в составе Брянского советского полка на должностях командира взвода, помощника начальника пешей разведки, комиссара батальона, командира батальона и комиссара полка, находясь на которых, принимал участие в боевых действиях против войск под командованием адмирала А. В. Колчака в районах городов Свияжск, Казань, Челябинск и Минусинск, а с мая 1920 года — во время советско-польской войны в боевых действиях от р. Березина до Варшавы. В сентябре 1920 года был назначен на должность начальника пешей разведки 238-го Брянского стрелкового полка. В ходе боевых действий был трижды ранен.

### Межвоенное время
В декабре 1920 года был направлен на учёбу в Высшую стрелковую школу комсостава «Выстрел», после окончания которой в сентябре 1922 года направлен в 105-й стрелковый полк (35-я стрелковая дивизия), где служил на должностях начальника пулемётной команды, инструктора пулеметного дела 1-го разряда, начальника полковой школы, ответственного секретаря полкового бюро ВКП(б) и командира батальона. В декабре 1928 года вновь был направлен на учёбу на Стрелково-тактические курсы «Выстрел», после окончания которых в октябре 1929 года вернулся в полк и принимал участие в боевых действиях на КВЖД в районе станции Далайнор.
В июне 1931 года был назначен на должность командира и комиссара 14-го отдельного территориального стрелкового батальона (5-й отдельный Пензенский полк, Приволжский военный округ), а в январе 1935 года — на аналогичную должность в 11-м отдельном территориальном стрелковом батальоне (Башкирский территориальный стрелковый полк, Уральский военный округ). В феврале 1936 года вновь был направлен на учёбу на Высшие стрелково-тактические курсы «Выстрел», после окончания которых в июне того же года был назначен на должность командира 11-го отдельного стрелкового полка (Уральский военный округ, а с октября — Тихоокеанский флот).
С августа 1938 года Соловьёв находился под следствием органов НКВД, однако 6 сентября 1939 года был освобождён, восстановлен в кадрах РККА и направлен на лечение в сочинский санаторий. После излечения был назначен на должность командира 277-го стрелкового полка (5-я стрелковая бригада, 1-я Отдельная Краснознамённая армия), а в марте 1941 года — на должность помощника начальника по учебно-строевой части и одновременно — на должность начальника учебного отдела Владивостокских курсов усовершенствования командного состава.

### Великая Отечественная война
С началом войны находился на прежней должности.
В августе 1941 года был назначен на должность командира 239-го стрелкового полка (239-я стрелковая дивизия, Дальневосточный фронт), который вскоре был переименован в 511-й. В середине октября полк под командованием Соловьёва был передислоцирован на Западный фронт, где принимал участие в оборонительных боевых действиях на тульском направлении, а затем в ходе контрнаступления под Москвой принимал участие в боевых действиях против 2-й танковой армии и наступлении до города Сухиничи, за что Соловьёв был награждён орденом Красной Звезды.
В марте 1942 года был назначен на должность командира 1-й гвардейской стрелковой бригады, которая вела оборонительные боевые действия на гжатском направлении. В июле Соловьёв был ранен и госпитализирован и после выздоровления в январе 1943 года был назначен на должность заместителя командира 3-й гвардейской мотострелковой дивизии, которая принимала участие в боевых действиях в ходе Ржевско-Вяземской наступательной операции. 11 марта того же года был вновь ранен и эвакуирован в госпиталь.
После излечения в июне был направлен на учёбу на ускоренный курс при Высшей военной академии имени К. Е. Ворошилова, после окончания которого 31 марта 1944 года назначен на должность командира 38-й гвардейской стрелковой дивизии, которая принимала участие в боевых действиях в ходе Полесской, Люблин-Брестской и Белорусской наступательных операций, а также отличилась во время освобождения города Камень-Каширский, за что Соловьёв был награждён орденом Красного Знамени.
В октябре был назначен на должность заместителя командира 96-го стрелкового корпуса, который принимал участие в боевых действиях в ходе Восточно-Прусской и Восточно-Померанской наступательных операций. С 7 по 14 декабря 1944 года исполнял должность командира этого же корпуса, который находился в районе города Радзынь-Подляски с целью пополнения личным составом.
20 апреля 1945 года был вновь назначен на должность командира 38-й гвардейской стрелковой дивизии, которая принимала участие в боевых действиях в ходе Берлинской наступательной операции.

### Послевоенная карьера
После окончания войны находился на прежней должности. Дивизия под командованием Соловьёва находилась в составе Северной группы войск и в июле 1946 года была преобразована в 19-ю гвардейскую стрелковую бригаду.
В феврале 1951 года был назначен на должность заместителя командира 11-го гвардейского стрелкового корпуса (Московский военный округ).
Генерал-майор Георгий Матвеевич Соловьёв в феврале 1955 года вышел в отставку. Умер 7 февраля 1981 года в Калинине.

## Награды
- Орден Ленина;
- Три ордена Красного Знамени (1930, …);
- Орден Суворова 2-й степени;
- Орден Богдана Хмельницкого 2-й степени;
- Орден Отечественной войны 1-й степени;
- Орден Красной Звезды;
- Медали;
- «Легион почёта» степени офицера (США)[1];
- Иностранные медали.